# Usine Glenn L. Martin d'Omaha
L’usine Glenn L. Martin d'Omaha (appelé aussi usine d'assemblage de bombardier Fort Crook et Air Force Plant 1)  est une importante usine de construction aéronautique, située à Bellevue, près de la ville d'Omaha, dans le Nebraska (États-Unis). Pendant la Seconde Guerre mondiale, des bombardiers B-26 Marauder puis B-29 Superfortress y furent construits par  la firme Glenn L. Martin Company, fondée par Glenn Luther Martin.

## Chronologie
- 1894 : fondation de Fort Crook.
- 1921 : aménagement d'un terrain d'aviation à Fort Crook.
- 1924 : le terrain d'aviation est nommé Offutt Field.
- 1940 : l'Army Air Corps décide de construire une usine de bombardiers à Fort Crook.
- 1941 : le 14 février, signature du contrat entre le gouvernement et la Glenn L. Martin Company.
- 1941 : le 3 mars, début des travaux de construction de l’usine.
- 1942 : janvier : Glenn L. Martin Company démarre la production.
- 1942 : le 8 juin, la fabrication des B-26 tourne à plein régime.
- 1943 : le 26 avril, l’usine reçoit la visite du président Franklin D. Roosevelt.
- 1943 : en août, débute l’agrandissement de l’usine pour la fabrication des B-29.
- 1944 : le 4 avril, le dernier B-26 sort de la chaîne d’assemblage.
- 1944 : le 24 mai, le premier B-29 sort de la chaîne d’assemblage.
- 1945 : le 18 septembre, arrêt de la production des B-29.
- 1946 : fermeture de l’usine en avril.
- 1948 : création de la base aérienne d'Offutt (Offutt Air Force Base).

## Histoire

### Origines et construction
Plus d'un an avant l’attaque japonaise contre Pearl Harbor, le général Henry H. Arnold de l'US Army avait recommandé la construction d'urgence de deux nouvelles usines de bombardiers et d'une usine de chasseurs. Omaha et Tulsa furent les deux villes choisies pour accueillir les sites des deux usines de bombardiers en raison de leur éloignement des côtes et des frontières des États-Unis.
Un contrat fut signé le 14 février 1941 par lequel le gouvernement américain attribuait à la firme Glenn L. Martin Company de Baltimore la construction et l'exploitation de l'usine d'Omaha, dans le Nebraska. L'US Army Air Corps choisit Fort Crook comme site de la nouvelle usine, sur le territoire de Bellevue, une petite communauté rurale au sud d'Omaha. L'usine était du type GOCO, c'est-à-dire government-owned company-operated (propriété de l'État, exploitée par une entreprise privée). Son activité principale était l'assemblage de bombardiers, mais elle comprenait également un centre de modification des appareils, dont les désignations officielles étaient respectivement : Assembly Plant 1 et Modification Center 8.
Le premier coup de pioche fut donné au cours d'une cérémonie qui eut lieu le 3 mars 1941. À l'instar de centaines d'usines construites à cette époque, les plans de l'usine de bombardiers d'Omaha avaient été réalisés par le cabinet d’architecture Albert Kahn Associates, qui avait déjà conçu la principale usine de la Glenn L. Martin Company à Middle River, près de Baltimore. L'efficacité du bureau d’Albert Kahn était exceptionnelle pour élaborer des plans d'usines très rapidement et jusque dans les moindres détails. Par ailleurs, ces usines étaient conçues pour être construites dans les délais les plus courts.
Ainsi, pour le principal bâtiment de l'usine, le bâtiment d'assemblage, on commença à couler le béton le 7 avril 1941 et la construction de la structure en acier débuta le 18 juin suivant. En octobre, cet immense bâtiment, qui mesurait 183 mètres sur 274 m (111 500 m2), était achevé. L'usine de bombardiers comportait huit autres grands bâtiments. Les travaux de construction progressaient sept jours sur sept, trois équipes travaillant à tour de rôle sur le chantier. Ils exigèrent 36 000 m3 de béton, 400 km de câbles électriques, 20 000 m2 de vitrages.
Une fois en activité, l'usine de bombardiers d'Omaha ressemblait à une petite ville, avec son réseau téléphonique particulier, une banque, un bureau de poste, un hôtel, une bibliothèque, des installations de loisir, des services de police et d'incendie.

### B-26 Marauder

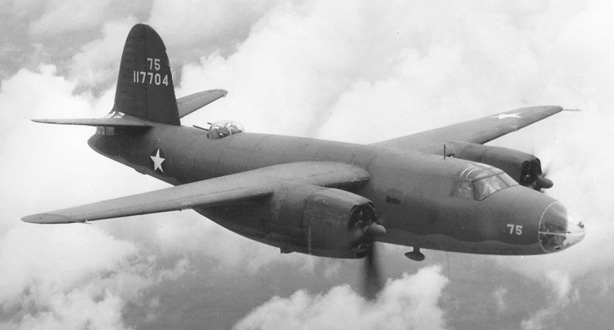
Un B-26 en vol.

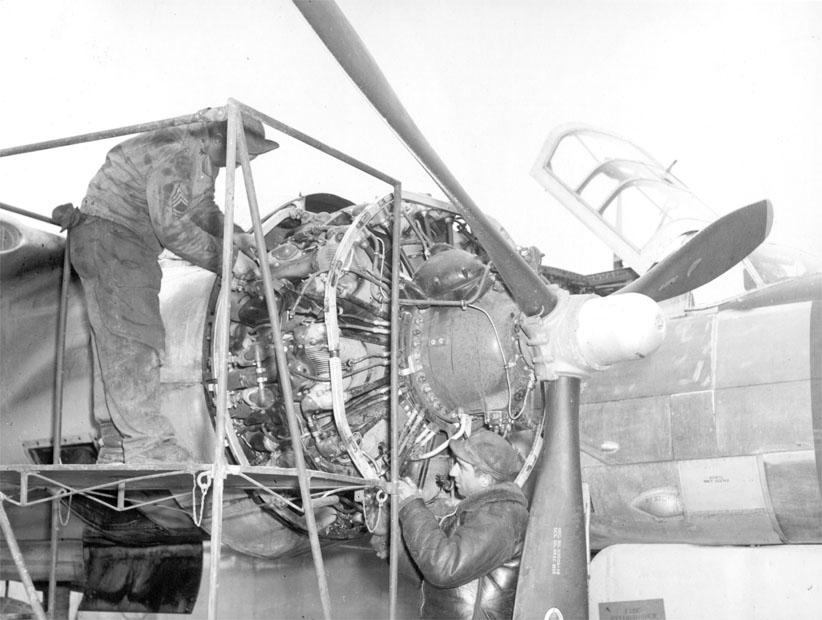
Un des moteurs R-2800 d'un B-26.

Une production limitée de pièces de sous-ensembles (de petits serre-joints pour le nez en plexiglas où s'assoirait le bombardier du B-26) commença le 1er janvier 1942, soit moins de dix mois après la réception par Martin de la lettre d'intention du gouvernement pour la fabrication de 1 200 bombardiers B-26 Marauder, conçus par la firme Glenn L. Martin Company. Toutefois les machines indispensables à la fabrication des avions étaient livrées avec lenteur : à peine la moitié des machines-outils étaient installées au début de l'année 1942.
La production normale démarra le 8 juin 1942, soit quinze mois après le début des travaux. Le sixième appareil à quitter la chaîne d’assemblage, le 31 août 1942 fut le premier B-26 accepté par l’US Army Air Corps. En décembre, l’usine atteignait la cadence de production prévue. Le 8 mai 1943, la moitié de l'objectif de production de l'usine était atteint. En novembre 1943, les 1 200 appareils, objets de la première commande étaient construits. Mais des commandes complémentaires aboutirent à une production totale de 1 585 appareils, réalisée le 4 avril 1944.

### B-29 Superfortress

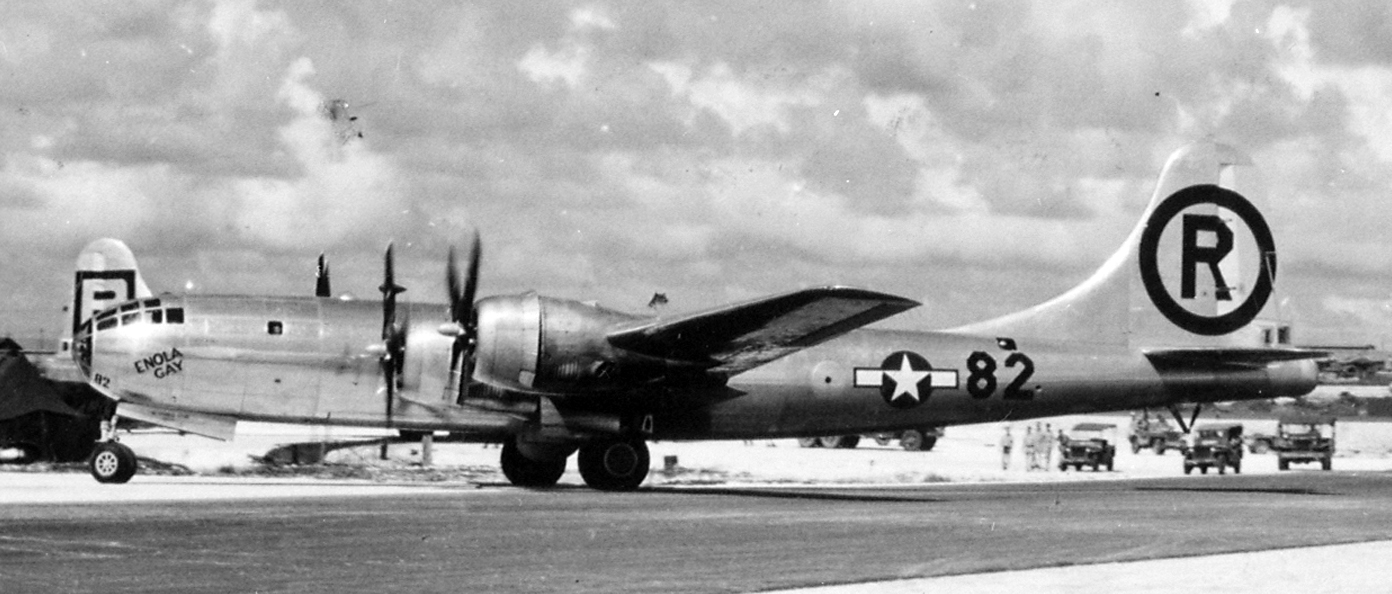
Le B-29 Enola Gay.

À la mi-juillet 1943, l'US Army annonça que l’usine d’Omaha avait été sélectionnée pour construire un nouveau bombardier, le B-29 Superfortress. Ce choix résultait du remarquable niveau de production de l’usine d'Omaha, qui atteignait chaque mois ses objectifs. Les travaux commencèrent dès le mois d'août 1943 pour ajouter 12 500 m2 au bâtiment d’assemblage déjà existant, afin d'accueillir la construction du B-29, un appareil beaucoup plus grand que le B-26 produit jusque-là.
La production du B-29 débuta à Omaha le 24 mai 1944, soit deux jours seulement après l'achèvement du dernier B-26 et un mois avant la date prévue. L’usine reçut le 15 juin 1944 son quatrième fanion « E » de l'Armée et de la Navy pour son excellence dans la production. Le 18 septembre 1945, la production s'arrêta après le 531e et dernier B-29. L'activité de l'usine Martin de Bellevue s'arrêta totalement dans les semaines qui suivirent.
L'usine assembla plus de vingt B-29 d'un modèle spécial, dont Enola Gay et Bockscar, les deux bombardiers qui lâchèrent les bombes atomiques sur Hiroshima le 6 août et Nagasaki le 9 août 1945. Au cours du printemps 1945, le colonel Paul Tibbets, futur commandant d’Enola Gay, avait visité l'usine Martin d'Omaha et montré une maquette de « l'arme secrète ».

### Le personnel
Pour attirer des travailleurs à l'usine de bombardiers d’Omaha, des annonces furent diffusées par la radio et la presse et diverses agences gouvernementales comme l'U.S. Employment Service ou l'Office of War Information furent utilisées. Beaucoup de candidats étaient fraîchement émoulus de l’université à la recherche de leur premier emploi tandis que d’autres voulaient tout simplement quitter un emploi mal payé. Des salaires relativement élevés exerçaient une forte attraction, mais après Pearl Harbor, le patriotisme était une réelle motivation pour travailler dans une usine de bombardiers, même aux tâches les plus modestes.
En 1941, la main-d'œuvre disponible dans le Nebraska consistait surtout en ouvriers agricoles, femmes au foyer et travailleurs des conserveries de viande. Pendant les travaux de construction, la Glenn L. Martin Company dut former environ 8 500 personnes. À partir de 1942, l’appel sous les drapeaux de nombreux jeunes hommes obligea l’entreprise à embaucher et former un nombre croissant de femmes, qui représentaient 40 pour cent du personnel en 1945.
Or, plus de 90 pour cent des candidates à un emploi dans l’usine n’avaient jamais travaillé sur des machines. La compagnie assura qu’elle formerait et emploierait les femmes dans les mêmes conditions que les hommes. Comme la plupart des hommes embauchés chez Martin, elles n’avaient jamais travaillé dans la construction aéronautique et leur manque de formation n’était finalement pas un problème. En conséquence, des programmes de formation et de mise à niveau furent organisés et parvinrent à élever la compétence de la main-d’œuvre féminine au niveau requis.
Si la politique officielle de l'entreprise était : tous les Martineers sont égaux, la réalité était quelque peu différente puisque la plupart des femmes étaient maintenues dans les niveaux de rémunération les plus bas en tant qu'ouvrières peu ou pas qualifiées, employées de cafétéria, etc. Pour de nombreuses femmes travaillant chez Martin, c'était néanmoins le premier emploi salarié hors de chez elles, qu'elles appréciaient en termes de réalisation personnelle, de revenus et aussi de participation à l'effort de guerre.
À l’apogée de l'activité de l’usine, en 1945, Glenn L. Martin employait 13 217 personnes à Omaha, dont :
- 11 019 pour l'assemblage des bombardiers et 2 198 dans le centre de modification ;
- 5 306 femmes ;
- 765 Afro-Américains, une proportion de 5,8 pour cent, bien inférieure à celle de la population noire d’Omaha ;
- 682 inspecteurs et 127 contremaitres et techniciens[2].

Bellevue, localité de 1 184 habitants en 1940, subit l'arrivée soudaine de milliers de travailleurs et en fut irrémédiablement transformée, passant d’une petite communauté rurale à un mode de vie urbain. La plupart des travailleurs de l'usine de bombardiers venaient d'Omaha, Ralston et Council Bluffs, mais Bellevue en accueillit beaucoup et fut aidée par l'État fédéral pour faire face aux problèmes de logement, d'éducation, de police, etc.
De nombreux ouvriers venaient des régions rurales et n'y retournèrent pas, même après la fermeture de l'usine. Travailler chez Martin rapportait au minimum 74 cents par heure, alors qu'un ouvrier agricole du Nebraska gagnait à l'époque un dollar par jour. De plus, les heures supplémentaires, majorées de 50 pour cent, étaient très nombreuses car la plupart des ouvriers travaillaient entre 56 et 64 heures par semaine.

### Un bilan flatteur

Le Président Franklin D. Roosevelt visite l'usine en compagnie du gouverneur du Nebraska, Dwight Griswold, et de Glenn L. Martin, le 26 avril 1943.

L'usine de bombardiers Glenn L. Martin d'Omaha reçut quatre fois le fanion « E » pour l’excellence de son travail et 33 mois consécutifs de production où les objectifs furent réalisés dans les temps. Aucune autre usine n’approcha un pareil résultat. Cette usine fut l’une des premières où l’on adopta le contrôle de qualité par une méthode statistique, qui permettait d’identifier au moyen de tableaux les zones à problèmes.
L'usine n'enregistra aucun accident de travail mortel dans les ateliers, mais fut endeuillée par un grave accident lorsqu'un B-25 Mitchell du terrain d'aviation voisin d'Offutt s'encastra ans les poutrelles métalliques du bâtiment d'assemblage après s’être écrasé sur le toit. Trois membres de l'équipage furent tués, le quatrième grièvement blessé. L'appareil brûla et les munitions qu'il transportait explosèrent, détruisant un B-26 en cours d'assemblage et en endommageant un autre. Cet accident eut lieu alors que les ouvriers déjeunaient à l'extérieur du bâtiment et ne fit pas d'autre victime. Deux autres accidents impliquant des avions et du personnel de l'usine entraînèrent la mort de deux pilotes d'essai.

### Reconversion
La fermeture complète de l'usine en avril 1946 laissa un grand vide à Omaha. Deux mois plus tard, l'US Army Air Force renomma Fort Crook et l'usine de bombardiers inactive Offutt Field. Le 13 janvier 1948, Offutt Field fut transféré au nouveau Department of the Air Force et devint Offutt Air Force Base, la base aérienne d'Offutt. Le 9 novembre 1948, la base devint le quartier général du Strategic Air Command, d’abord en raison de sa position centrale sur le territoire des États-Unis, hors d’atteinte à l’époque des missiles ou des avions potentiellement hostiles. En 1957, le Strategic Air Command quitta le complexe formé par l'ancienne usine de bombardiers pour un nouveau bâtiment, le Building 500. Au cours de la guerre froide, la base connut une rapide expansion et de nombreuses transformations.

### Sources
- (en) Air Force Global Weather Central à Offutt AFB.
- (en) The Martin Bomber Plant sur Nebraska Studies en ligne.
- Roger Burlingame, « From barnstorming to bomber. A pioneer plane builder sees his prophecies come true », Popular Science, septembre 1941, p. 51-58.

## Voir également